# Pizzi
Pizzi, właśc. Luís Miguel Afonso Fernandes (ur. 6 października 1989 w Bragançy) – portugalski piłkarz występujący na pozycji pomocnika.